# Thomas Wulff
Thomas Wulff, född 24 augusti 1953 i Helsingfors, är en finlandssvensk författare och dramatiker. 
Wulff blev filosofie magister i svensk litteratur 1989.. Han framträdde tidigt som en experimenterande diktare, som kombinerade mystik med visionära bilder av kaos och samhälleligt sammanbrott. Stilen var närmast surrealistisk, ett vindlande myller av ord för läsaren att tolka. Under 1970-talet hörde han till de tongivande skribenterna i den unga generationens Fågel Fenix; han var även tidskriftens chefredaktör 1975–1976. 
Lyrikdebuten Månsten (1973) följdes av bland annat romanen Nattens fabler (1974), Hjärtats stråtrövare (1976), Trance Dance (1980) och Kirurgens park (1986), där poesi och prosa samsades. Han har intresserat sig för den klassiska deckargestalten, en modern myt, både i litteraturen och på filmduken. Tematiskt varieras kriminaltemat i essäboken Det ondas tjusning (1987) och romanen Pang, pang du är död (1996). Med En hjälte för vår tid (2006) inleddes en planerad romantrilogi där finländskt och ryskt 1900-tal vävs samman i en blandning av dokumentärt och fiktivt material. I hans dramatiska produktion märks den trespråkiga dystopin Akvarium, Akvaario, Aquarium (tillsammans med Juha Siltanen, 1987). Wulff var 1998–2007 ordförande i Finlands svenska författareförening.